# Regensburgi csata
A regensburgi csata (vagy más néven ratisboni csata) 1809. április 19–április 23. között a francia és osztrák seregek között zajlott le. A franciákat a csatában Napóleon császár (más forrás szerint: Louis François Coutard báró) vezette, míg az osztrákokat Károly főherceg, Teschen hercege.
Az osztrákok 1809. április 20-án bekerítették, foglyul ejtették a regensburgi francia helyőrséget és elfoglalták a stratégiai jelentőségű hidat a Dunán. A regensburgi híd elfoglalása lehetővé tette Károly főherceg számára, hogy felvegye a kapcsolatot a jobb szárnyával, Bellegarde lovassági tábornok I., és Kollowrat II. hadtestével, akiket eddig a Duna választott el az osztrák hadsereg többi részétől.
A ligny-i 65. ezred Coutard báró vezetésével üldözte a visszavonuló osztrákokat, a franciák muníciója már majdnem teljesen kifogyott, amikor Napóleon a lovasságával a segítségükre sietett. Az ütközetben a túlerőben lévő franciák visszavonulásra kényszerítették az osztrákokat.
A csatában maga Napóleon is megsebesült egy golyótól, amely a bokáját találta el. A lövést nagy távolságról adták le, csak zúzódást okozott, így a császár nem sebesült meg súlyosan.
A harcok során a város súlyos károkat szenvedett. 150 ház leégett, többet kifosztottak.

## Fordítás
- Ez a szócikk részben vagy egészben  a   Battle of Ratisbon című angol Wikipédia-szócikk fordításán alapul.  Az eredeti cikk szerkesztőit annak laptörténete sorolja fel. Ez a jelzés csupán a megfogalmazás eredetét és a szerzői jogokat jelzi, nem szolgál a cikkben szereplő információk forrásmegjelöléseként.